# Конкреция
Конкре́ция (от лат. concretio «стяжение, сгущение») — шаровидный (иногда как бы сплюснутый, неправильно округлённый) минеральный агрегат плотно-скрытокристаллического, зернистого или радиально-лучистого строения. В центре конкреции нередко находится включение органического состава, которое послужило затравкой для начала её роста. Чаще всего конкреции образуются в пористых осадочных породах — песках и глинах. В противоположность секрециям (жеодам) разрастаются вокруг какого-нибудь центра. Размеры этих образований — от миллиметров до десятков сантиметров, а иногда даже до метра и более.

## Типы
По внешней форме очень разнообразны. Могут быть плотными кристаллическими (радиально-лучистые или зернистые по внутреннему строению), скрытокристаллическими (кремень) или рыхлыми и землистыми (лимонитовые, вивианитовые). В осадочных горных породах часто встречаются конкреции пирита, марказита, кремнезёма (кварцевые, халцедоновые, кремень), карбонатов и фосфоритов.

## Значение
Научный и практический интерес представляют железомарганцевые конкреции, никелевые, медные, кобальтовые, золотые и т. д. Они образуются в огромных количествах на океаническом дне и рассматриваются как перспективный сырьевой ресурс будущего. Экзотическая разновидность конкреций карбонатно-глинистого состава, встречающаяся только в осадочных породах и характеризующаяся наличием многочисленных трещин усыхания внутри, носит название «септария».

## Желваки и стяжения
Термины желвак и стяжение используются почти синонимично с конкрецией, но имеют менее конкретный смысл и применяются в тех случаях, когда образование не имеет чёткой внутренней структуры или границ (например, землистые скопления вивианита в торфяниках или фосфориты в океанических осадках).